# Antoni Jurasz (otolaryngolog)

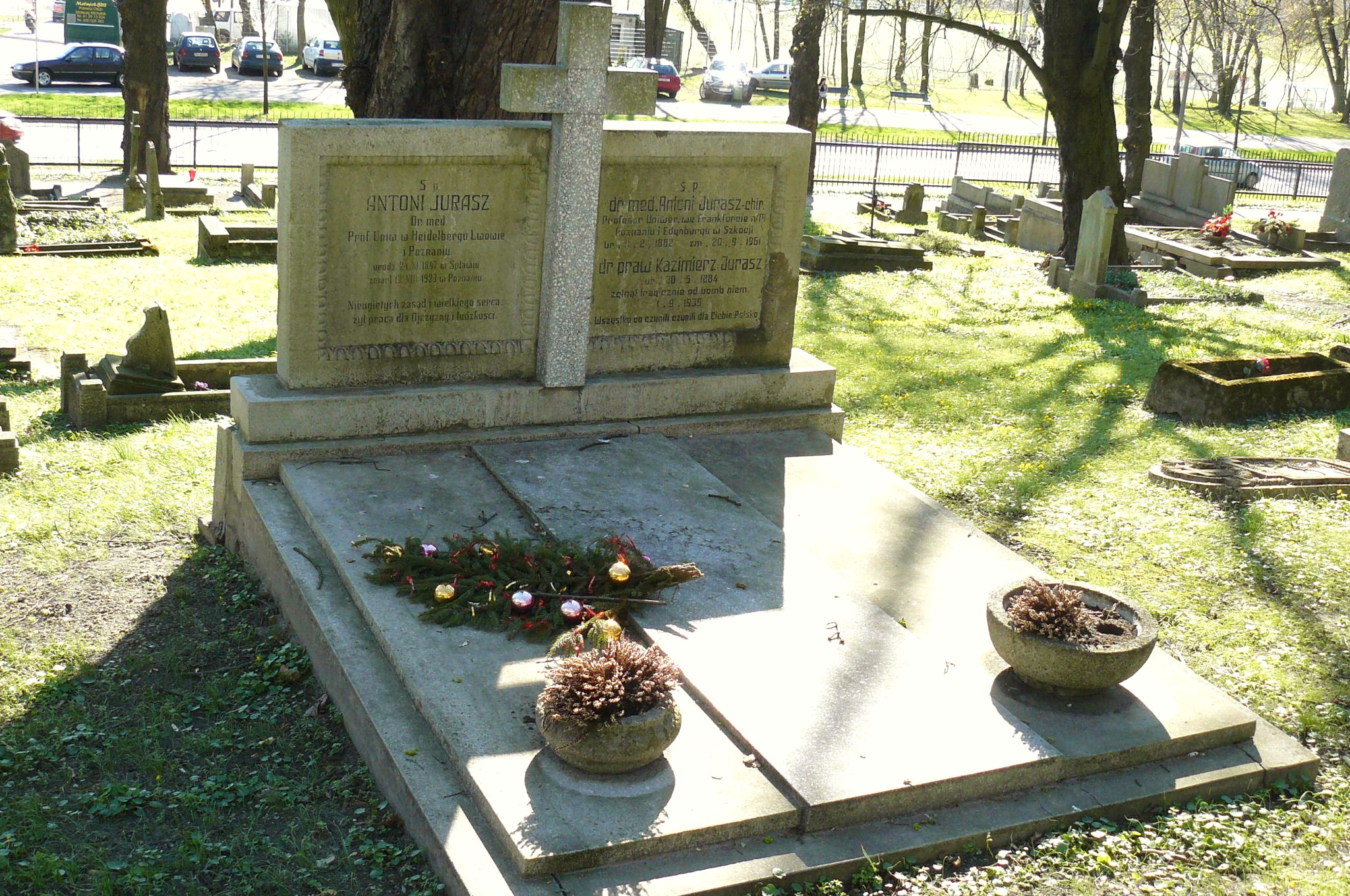
Grobowiec rodziny Juraszów na Cytadeli w Poznaniu

Antoni Jurasz (ur. 24 listopada 1847 w Spławiu, zm. 12 sierpnia 1923 w Poznaniu) – polski lekarz otolaryngolog, ojciec chirurga Antoniego Tomasza Jurasza.

## Życiorys
Studiował medycynę w Greifswaldzie (1871) i Würzburgu. W 1877 uzyskał habilitację na Uniwersytecie Ruprechta i Karola w Heidelbergu. W 1880 został profesorem laryngologii na tej uczelni i pierwszym Polakiem, który otrzymał stanowisko profesora na tej uczelni. Pracował tam przez 28 lat. W 1908 przeniósł się do Lwowa i pracował na Uniwersytecie Franciszkańskim, gdzie do 1920 kierował Kliniką Otolaryngologiczną. Po odzyskaniu przez Polskę niepodległości został, w roku akademickim 1918/1919, pierwszym rektorem tej lwowskiej uczelni, przemianowanej na Uniwersytet Jana Kazimierza. W 1920 przeniósł się do Poznania i wykładał na założonym tam uniwersytecie. Uchodził za dobrego praktyka i dydaktyka.
Antoni Jurasz był jednym z pionierów rynoskopii – skonstruował lub zmodyfikował wiele instrumentów w niej stosowanych, na przykład wprowadził do użytku wziernik nosowy.
Był także redaktorem naczelnym Nowin Lekarskich.
Zmarł 12.08.1923 i pochowany został na cmentarzu parafii św. Wojciecha w Poznaniu.
Jego imieniem nazwano Szpital Uniwersytecki nr 1 w Bydgoszczy oraz lądowisko sanitarne na dachu budynku.

## Wybrane prace
- Über die Sensibilitätsneurosen des Rachens und des Kehlkopfes. Volkmann's Sammlung klinischer Vortraege 195
- Über die Sondirung der Stirnbeinhöhle. Berliner klinische Wochenschrift, 1887
- Die Krankheiten der oberen Luftwege. Heidelberg[3]
- Handbuch der Laryngologie und Rhinologie. Wien, 1898